# Thirsty Suitors
Thirsty Suitors est un jeu vidéo d'aventure développé par Outerloop Games et édité par Annapurna Interactive, sorti le 2 novembre 2023 sur Windows, Nintendo Switch, PlayStation 4, PlayStation 5, Xbox One, Xbox Series X/S.

## Trame
Une femme, nommée Jala, retourne dans sa maison d'enfance à Washington pour le mariage de sa sœur et doit affronter sa famille et ses anciens amants.

## Système de jeu
Thirsty Suitors est un jeu d'aventure sur une jeune femme qui retourne dans sa ville natale et doit gérer ses relations avec ses anciens proches. Le gameplay comprend des mini-jeux et des conversations de personnages qui fonctionnent comme des batailles au tour par tour.

## Développement
Thirsty Suitors est développé par Outerloop Games, basé à Seattle, qui a déjà publié Falcon Age en 2019. Le studio américain indépendant commence le processus de développement en sélectionnant trois idées de jeux à présenter à d'autres acteurs de l'industrie vidéoludique grâce à un pitch; l'idée qui deviendra plus tard Thirsty Suitors reçoit le plus d'attention. La cofondateur et directeur de la création d'Outerloop Games, Chandana Ekanayake, rapporte que la plupart des personnes, à qui le studio a présenté le jeu, sont des hommes blancs d'âge moyen, ce qui amene Ekanayake à modifier sa stratégie de lancement. Alors, le changement implique de se concentrer sur le manque de récits sud-asiatiques au sein du jeu vidéo et de mettre en avant des médias à succès avec de telles histoires, comme le film Joue-la comme Beckham et l'émission télévisée Mes premières fois[Quoi ?].
Après avoir décidé d'aller de l'avant avec l'idée derrière Thirsty Suitors, Outerloop Games obtient finalement un financement d'Annapurna Interactive. Outerloop Games renforce ses effectifs à quatorze employés afin de développer le jeu.
Le jeu est annoncé en décembre 2021. Les premières séquences de gameplay sont dévoilées en juin 2022. Le 28 juillet 2022, la publication du jeu est annoncée sur Windows, Nintendo Switch, PlayStation 4, PlayStation 5, Xbox One, Xbox Series X/S, avec une démo publiée sur Steam le même jour.
Finalement, le jeu sort le 2 novembre 2023.

## Accueil
La version PC de Thirsty Suitors reçoit des critiques « généralement favorables » d'après les notes recensées sur le site web d'agrégateur d'avis Metacritic.